# Metropolija
Metropolija (grč. mētrópolis < mētēr : majka, matica, polis: grad - matični ili glavni grad) je crkvena pokrajina unutar Katoličke Crkve kojom upravlja nadbiskup (metropolit). 
U hrvatskom jeziku može se susresti i lik mitropolija, nastalu prema novogrčkome izgovoru, ali je vrlo rijedak i općenito neprihvaćen.

## Kanonska baština
Naziv se rabi isključivo na crkvenomu području, a u kanonsko je pravo službeno ušao na Prvom nicejskom saboru, održanom 325. godine. 
U Katoličkoj Crkvi rimske ili latinske kanonske baštine pojam metropolija ili crkvena pokrajina označuje skupinu biskupija jedne pokrajine ili jednoga kraja. Obuhvaća nadbiskupiju i njoj podvrgnute biskupije, koje se nazivaju sufraganske biskupije. Slično je i u dijelovima Katoličke Crkve, koji njeguju istočnocrkvenu baštinu, navlastito bizantsku ili grčku. 
U Pravoslavnim Crkvama pojam metropolija rabi se za biskupiju kojom upravlja metropolit, prvi među biskupima (primjerice Srpska pravoslavna Crkva, Ruska pravoslavna Crkva), ili biskupiju kojom upravlja obični biskup, dok se prvi među biskupima naziva nadbiskup (Grčka pravoslavna Crkva).

## Metropolije u Hrvatskoj i u BiH
Katolička Crkva u Hrvatskoj podijeljena je na četiri metropolije odnosno crkvene pokrajine: 
- Riječku
- Splitsko-makarsku
- Zagrebačku
- Đakovačko-osječku.

Katolička Crkva u Bosni i Hercegovini ima samo jednu metropoliju ili crkvenu pokrajinu:
- Vrhbosansku.

## Istočne Crkve
Mitropolija (grč. mētrópolis < mētēr : majka, polis : grad; usp. metropolija), 1. veća pravoslavna crkvena oblast pod upravom mitropolita; može obuhvaćati nekoliko episkopija; oblik crkvene administracije na čelu s mitropolitom; 2. crkveno sjedište mitropolita; zgrada, dvor u kome on stanuje.